# Carrie (film, 2013)
A Carrie 2013-ban bemutatott amerikai horrorfilm, melyet Kimberly Peirce rendezett. A forgatókönyvet Lawrence D. Cohen és Roberto Aguirre-Sacasa írta, Stephen King azonos című regénye alapján, melynek ez volt a harmadik filmfeldolgozása. A főbb szerepekben Chloë Grace Moretz, Julianne Moore, Judy Greer, Portia Doubleday, Gabriella Wilde, Ansel Elgort és Alex Russell látható.
Az Amerikai Egyesült Államokban 2013. október 18-án, Magyarországon október 24-én mutatták be a mozikban. Bevételi szempontból sikert aratott, de a kritikusok véleménye megosztott volt.

## Cselekmény
Carrie White csendes, kirekesztett lány, a végzős tanév utolsó három hónapját tölti a chamberlaini Ewen Gimnáziumban. Egy nap, amikor a testnevelés óra után zuhanyzik, megjön az első menstruációja. Mivel eddig még csak nem is hallott ilyesmiről, azt hiszi, el fog vérezni és ettől pánikba esik. A többi lány kineveti és egészségügyi betétekkel, illetve tamponokkal dobálják meg. Egyikük, Chris Hargensen, aki már régóta megkeseríti Carrie iskolai éveit, telefonjával videóra rögzíti az eseményeket és később feltölti a YouTube-ra. A testneveléstanár, Rita Desjardin bejön az öltözőbe és megnyugtatja Carrie-t, majd beviszi az igazgatói irodába. Felhívják Carrie bigottan vallásos anyját, Margaretet, aki érte megy az iskolába és hazaviszi. Otthon Margaret bezárja Carrie-t az imádkozócellájába, hogy bűnbocsánatért könyörögjön az Úrtól, mivel úgy véli, a menstruáció bűn, a "Vér átka". Ahogy Carrie a cellában siránkozik anyjának, hogy engedje ki, hirtelen megreped az ajtó. Mindketten elképednek, Carrie pedig rájön: telekinetikus ereje van, azaz mozgatni képes a tárgyakat maga körül, pusztán az akaratával.
Másnap Desjardin közli a Carrie megalázásában részt vett lányokkal, hogy büntetésben lesz részük: a hét minden egyes napján bent kell maradniuk az órák után plusz tornaórára. Aki elblicceli, azt felfüggesztik három napra, továbbá visszavonják belépőjüket az érettségi bálba. Chris úgy gondolja, nem tett semmi rosszat és nem érdemli meg a büntetést, így megtagadja a plusz tornán való részvételt. Felhívja ügyvéd apját, simítsa el az ügyet az igazgatóval és így elmehessen a bálba. Chris apja beszél az igazgatóval, de nem ér el sikert, ugyanis Desjardin felhívja a figyelmet arra, hogy az esetről készült egy videó, ami súlyos bajba keverheti azt, aki rajta van – beleértve Christ is. Mikor Chris apja el akarja kérni lánya telefonját, hogy bizonyítsa ártatlanságát, Chris kiviharzik az irodából és bosszút esküszik Carrie ellen. Carrie a könyvtárban és az interneten utánanéz a telekinézis képességének és lassanként megtanulja kezelni azt. Sue-nak, az egyik lánynak, aki szintén ott volt a zuhanyzós esetnél, lelkiismeret-furdalása támad azért, amit Carrie-vel tettek, így megkéri udvarlóját, Tommy Rosst: inkább vigye el Carrie-t az érettségi bálba helyette. Mikor Tommy felkéri Carrie-t, hogy legyen a bálon a párja, a lány eleinte gyanakvó és úgy érzi, ez megint csak egy otromba tréfa lesz, de később mégiscsak elfogadja a meghívást. Elmondja anyjának, de az megtiltja neki, hogy részt vegyen a bálon. Carrie a veszekedés közepette felfedi telekinetikus képességét anyja előtt, aki erre azt hiszi, lánya boszorkány és megszállta egy démon. Sue a bálterem dekorálása közben rosszul lesz és elmegy hányni a vécébe. Chris, az udvarlója, Billy és még néhány másik srác lemészárol egy malacot egy farmon, majd összegyűjtik vérét egy fémvödörbe. Ezután betörnek az iskolába és a vödröt egy gerendára helyezik: pont a színpad fölé, ahol majd a bálkirály és bálkirálynő fog állni másnap este.
A bál estéjén Margaret még mindig próbálja lebeszélni lányát a bálon való részvételről, de az telekinetikus erejével elnémítja és bezárja őt az imacellába. A bálban Carrie-t és Tommyt megválasztják bálkirálynak és bálkirálynőnek, ugyanis Chris legjobb barátnője, Tina meghamisította a szavazatokat. Sue, miután kap egy sejtelmes SMS-t Christől, elmegy az iskolába megnézni, mi történik a bálon. Desjardin meglátja Sue-t és erőszakosan kitoloncolja a bálteremből, mivel azt hiszi, a lány ismét bántani akarja Carrie-t. Chris meghúzza a vödörhöz erősített zsinórt, így az lebillen a gerendáról és vérrel borítja be Carrie-t – majd a nagy vetítőn lejátszódik a zuhanyzóban készült videó is. Ezalatt Chris és Billy kifutnak hátul a bálteremből. Carrie kétségbeesetten el akarja hagyni a termet, ám a fémvödör Chris gondatlansága miatt leesik a gerendáról és Tommy fejére zuhan. A fiúnak betörik a koponyája és azon nyomban szörnyethal. Carrie kikel önmagából, telekinetikus erejét használva bezárja a helység összes ajtaját, tüzet okoz és kitör a pánik. Egy fiút beszorít a tribün lépcsői közé, Nickit és Lizzyt a földre kényszeríti, míg a pánikba esett emberek átgázolnak rajtuk, Tina ruháját lángokba borítja, a lány így elevenen ég el. Carrie egyedül Desjardinnek kegyelmez: felemeli a táncparkettről, és biztonságos helyre teszi, hogy ne érje semmi baj, amikor a magasfeszültségű vezetékeket a vízzel beborított padlóra dobja.
Carrie kilevitál az épületből, épp időben, hogy lássa, ahogy Chris és Billy kocsival elhagyják a helyszínt. Utánuk megy és megrepeszti alattuk a betonutat, de Billy ügyes manőverezésének köszönhetően sikerül megfordítani az autót és kikerülni az aszfaltdarabokat. Chris észreveszi Carrie-t az út közepén és hisztérikusan arra utasítja Billyt, gázolja el a lányt. Billy nem is habozik, padlógázzal hajt Carrie felé. Carrie viszont erejét használva megállítja az autót, majd nekidobja egy benzinkútnak, ami hatalmas robajjal fel is robban: Chris és Billy mindketten bennégnek az autóban. Hazaérvén Carrie észreveszi, hogy anyja kiszabadult az imacellából. Felmegy az emeletre megfürödni és lemosni magáról a disznóvért, eközben megbánja tetteit és sírni kezd. Anyjával letérdelnek imádkozni, ám ima közben Margaret vállba döfi Carrie-t egy konyhakéssel. Carrie legurul a lépcsőn, anyja a lány fölé kerekedve készül még egy utolsó késszúrásra, ekkor Carrie telekinetikusan a levegőbe emeli a ház valamennyi hegyes tárgyát és belerepíti Margaretbe, aki felszegeződik az imacella ajtajára. Carrie végképp elveszti fejét, siránkozva próbálja életben tartani anyját, de hiába. Ekkor kövek kezdenek el hullani az égből a házra. Váratlanul megérkezik Sue és Carrie megkérdezi tőle, miért alázta meg a bálon. Carrie "leolvassa" Sue lelkét, így rájön, a lánynak semmi köze nem volt a bálon történtekhez, tényleg pusztán jót akart, mikor arra kérte Tommy-t, hogy vigye el a bálra. Carrie megmondja Sue-nak, hogy terhes és kislányt vár, majd óvatosan kirepíti a házból, hogy ne essen baja. A kövektől összeomló ház rádől Carrie-re és az anyjára.
A jelenet egy tárgyalásra vált, ahol Sue számol be a bírónak a bál estéjén történtekről. Ezután kimegy a temetőbe és hagy egy virágot Carrie White sírjánál. A sírkő megreped.

## Szereplők
| Színész              | Szerep                | Magyar hang        |
| -------------------- | --------------------- | ------------------ |
| Chloë Grace Moretz   | Carrie White          | Csifó Dorina       |
| Julianne Moore       | Margaret White        | Nagy-Kálózy Eszter |
| Judy Greer           | Miss Desjardin        | Németh Kriszta     |
| Gabriella Wilde      | Sue Snell             | Mezei Kitty        |
| Portia Doubleday     | Chris Hargensen       | Bogdányi Titanilla |
| Alex Russell         | Billy Nolan           | Hamvas Dániel      |
| Ansel Elgort         | Tommy Ross            | Czető Roland       |
| Barry Shabaka Henley | Henry Morton igazgató | Faragó András      |
| Zoë Belkin           | Tina Blake            |                    |
| Karissa Strain       | Nicki Watson          |                    |
| Katie Strain         | Lizzy Watson          |                    |
| Samantha Weinstein   | Heather Mason         |                    |
| Demetrius Joyette    | George Dawson         | Gacsal Ádám        |
| Mouna Traoré         | Erika Langton         |                    |

## Fordítás
- Ez a szócikk részben vagy egészben  a   Carrie (2013 film) című angol Wikipédia-szócikk fordításán alapul.  Az eredeti cikk szerkesztőit annak laptörténete sorolja fel. Ez a jelzés csupán a megfogalmazás eredetét és a szerzői jogokat jelzi, nem szolgál a cikkben szereplő információk forrásmegjelöléseként.